# Quartiere Ettore Ponti

Pianta del quartiere. Si notino le due file di fabbricati abbattute nel dopoguerra per fare spazio all’Ortomercato

Il quartiere comunale “Ettore Ponti” è un complesso di edilizia residenziale pubblica sito alla periferia sud-orientale di Milano, nelle immediate vicinanze dell'Ortomercato.
Costruito dal 1938 al 1941 su progetto degli architetti Albini, Camus e Palanti, rappresenta un importante contributo della cultura razionalista al problema della casa popolare.

## Storia
Il quartiere, intitolato all'ex sindaco Ettore Ponti, fu uno dei complessi progettati alla fine degli anni trenta del XX secolo per ospitare gli sfrattati delle classi sociali più umili. Venne progettato dagli architetti razionalisti Albini, Camus e Palanti, e costruito con fondi stanziati dal Ministero dei lavori pubblici, a cui capo era stato nominato Giuseppe Gorla, già vicepresidente dell'Istituto Fascista Autonomo Case Popolari (IFACP) di Milano.
I lavori di costruzione, curati dall'IFACP per conto del Comune, ebbero inizio nel 1938 e si conclusero nel 1941.
Nel dopoguerra, il quartiere venne in parte demolito per ricavare spazio per il nuovo Ortomercato; delle nove file di fabbricati esistenti in origine ne rimasero sette.

## Caratteristiche
Il quartiere occupa un lotto a forma di parallelogramma, posto lateralmente a via del Turchino, in una zona della città all’epoca inedificata.
Il progetto originario prevedeva la costruzione di fabbricati in linea disposti su tredici file secondo l’“asse eliotermico” nord-sud, ma in seguito a una modifica del piano regolatore l’area fu ridotta, eliminando dal progetto le due file più orientali.
Lo schema del quartiere è costituito dalla ripetizione di un unico fabbricato-tipo, ripetuto per nove volte lungo via del Turchino, e per sedici volte (di cui quattordici accoppiate a due a due) all'interno del lotto.
I fabbricati-tipo risultano del tutto analoghi a quelli progettati dagli stessi architetti per il lotto A del quartiere “D’Annunzio” a San Siro, con evidente beneficio economico e di unificazione.
Ognuno dei fabbricati-tipo contiene quattro appartamenti per piano, serviti da una rampa di scale; dato il carattere molto razionale della pianta, possono essere allestiti per ogni metà fabbricato due bilocali, oppure un monolocale e un trilocale, semplicemente spostando la posizione di una porta. In origine l’intero quartiere contava 436 alloggi, di cui 56 monolocali, 324 bilocali e 56 trilocali.
Gli edifici posti in fregio alla strada contano cinque piani, e quelli all'interno quattro; lo schema a file parallele è interrotto in due punti, per fare spazio a due cortili interni adibiti a giardino e ad area gioco per i bambini.